# ویلیام اندروز مک دونا
ویلیام اندروز مک دونا (انگلیسی: William McDonough؛ زادهٔ ۲۰ فوریهٔ ۱۹۵۱) معمار، نویسنده، طرفدار محیط زیست، و استاد دانشگاه اهل ایالات متحده آمریکا است.